# Алабушевская улица
Ала́бушевская у́лица (до 2006 — проектируемый проезд 5371) — улица в районе Силино Зеленоградского административного округа города Москвы. Расположена от улицы Гоголя до проспекта Генерала Алексеева.

## Происхождение названия
Названа в 2006 году по деревне Алабушево, вошедшей в состав Зеленограда, по бывшей территории которого и пролегает; ранее — проектируемый проезд 5371.